# 1999-es kelet-timori konfliktus

Kelet-Timor zászlója

Az 1999-es kelet-timori konfliktus a Kelet-Timor függetlenségét ellenző fegyveresek támadásával kezdődött, amelynek áldozatai jórészt kelet-timori polgári lakosok voltak. A legsúlyosabb támadásokra Kelet-Timor fővárosában, Dili-ben került sor. A konfliktus azt követően robbant ki, hogy Kelet-Timor lakossága jelentős többséggel az Indonéziától való elszakadásra és a tartomány függetlenségére szavazott az augusztus 30-án megtartott szavazáson. A zavargások alatt legalább 1400 polgári lakos lelte halálát, Kelet-Timor infrastruktúrája nagyrészt megsemmisült. A konfliktusnak az ENSZ felhatalmazása alatt létrehozott InterFET béketeremtő és –fenntartó misszió vetett véget, amelynek jelentős részét Ausztrália biztosította.

## Története

### A függetlenségi népszavazás
1999-ben az indonéziai kormány erős nemzetközi nyomás hatására elhatározta, hogy referendumot ír ki Kelet-Timor tartomány jövőjét illetően. A referendum ötletét először Portugália vetette fel, és hamarosan elnyerte előbb az EU tagállamai, majd hamarosan más országok támogatását is. Az 1999. augusztus 30-án megtartott népszavazás során a szavazók jelentős többsége, 78,5%-a a tartomány függetlenségét támogatta, és ezzel elutasította az indonéz kormány által felajánlott alternatívát, amely speciális státuszt adott volna Kelet-Timornak Indonézián belül „Kelet-Timor Különleges Autonóm Régió” (Special Autonomous Region of East Timor, SARET) néven.

### A konfliktus kirobbanása
Közvetlenül a népszavazás eredményének nyilvánosságra hozása után az Indonézia által támogatott és a függetlenséget ellenző fegyveresek – az indonéz hadsereg egységeinek támogatásával – támadásokat indítottak a kelet-timori lakosság ellen. Becslések szerint 1400 fő halt meg a támadások következtében, kb. 300 000 fő menekült Nyugat-Timorba, miközben a választások felügyeletét ellátó ENSZ misszió (United Nations Mission in East Timor, UNAMET) tehetetlenül állt. A polgári lakosságot ért támadások mellett a fegyveresek Kelet-Timor infrastruktúráját is támadták, a házak, öntözőberendezések, az ivóvíz-ellátás és csatornázás, az iskolák nagy részét, valamint az ország elektromos hálózatának közel 100%-át lerombolták. Noam Chomsky amerikai filozófus és politológus ezt írta: „Egyetlen hónap alatt a kiterjedt katonai hadműveletben megöltek 2000 embert, megerőszakoltak több száz nőt, elkergették a lakosság háromnegyedét és lerombolták az ország 75%-át.”

### Az INTERFET beavatkozása
A fokozódó erőszak ellen előbb portugál, ausztrál és amerikai aktivisták tiltakoztak, akik hamarosan meggyőzték kormányaikat, hogy tegyenek lépéseket az indonéz katonák és az általuk támogatott milicisták megfékezésére. Bill Clinton amerikai elnök megfenyegette az ázsiai pénzügyi válság miatt amúgy is komoly gazdasági problémákkal küzdő Indonéziát, hogy visszavonja a Nemzetközi Valutaalap (IMF) által biztosított kölcsönöket. A fokozódó nemzetközi nyomás hatására az indonéz kormány úgy döntött, hogy visszavonja a térségben állomásozó csapatait és engedélyezi egy nemzetközi béketeremtő misszió bevetését Timorban. Mivel a már helyszínen lévő ENSZ-erők nem voltak képesek az erőszak megfékezésére, az ENSZ Biztonsági Tanácsa jóváhagyta egy nemzetközi katonai erő létrehozását, amelynek feladata a béke megteremtése és fenntartása volt. Az INTERFET (International Force for East Timor) nevű alakulatot az ENSZ BT. 1264. számú határozata alapján hozták létre. Az egységhez összesen 17 ország járult hozzá, de a 9900 fős alakulat nagy része, 4400 fő az ausztrál haderő egységeiből került ki, míg a maradékot délkelet-ázsiai országok adták össze. A haderő parancsnoka az ausztrál Peter Cosgrove vezérőrnagy volt. Az első katonák 1999. szeptember 20-án szálltak partra Kelet-Timorban. A katonák megérkezésük után előbb Dilit és a főváros kikötőjét biztosították, majd hamarosan véget vetettek az erőszaknak.

## Lásd még
- 2006-os kelet-timori konfliktus